# (22780) McAlpine
Pour les articles homonymes, voir McAlpine.
(22780) McAlpine est un astéroïde de la ceinture principale d'astéroïdes.

## Description
(22780) McAlpine est un astéroïde de la ceinture principale d'astéroïdes. Il fut découvert le 20 mars 1999 à Socorro (Nouveau-Mexique) par le projet LINEAR. Il présente une orbite caractérisée par un demi-grand axe de 2,24 UA, une excentricité de 0,10 et une inclinaison de 4,7° par rapport à l'écliptique.

## Compléments